# Kadriye Aydın (Juristin)
Kadriye Aydın (* 26. November 1970 in Lich, Deutschland) ist Juristin. Sie gehört zum Vorstand des Interkulturellen Rats in Deutschland und ist in dieser Funktion häufig in deutschen Medien präsent.
Daneben ist die Kopftuch tragende Muslima Gründungsmitglied der Christlich-Islamischen Gesellschaft in Gießen e.V., Mitarbeiterin des Forums gegen Rassismus sowie der Evangelischen Akademie Arnoldshain und des Arbeitskreises Interreligiöses Frauenforum des Sozialministeriums Hessen. Außerdem ist Aydın Kuratoriumsmitglied der 2004 gegründeten Muslimischen Akademie in Deutschland in Berlin.
Die Tochter türkischstämmiger Eltern wuchs in Deutschland auf und arbeitet hauptberuflich als Rechtsanwältin in Darmstadt.
Am 12. Juli 2007 wurde Kadriye Aydın in die ZDF-Fernsehsendung Maybrit Illner eingeladen. Thema der Sendung war das Verhältnis zwischen Deutschen und Muslimen.

## Veröffentlichungen (Auswahl)
- Eine erste Bilanz, in: Storz, Henning / Reißlandt, Carolin (Hrsg.): Staatsbürgerschaft im Einwanderungsland Deutschland. Handbuch für die interkulturelle Praxis in der Sozialen Arbeit, im Bildungsbereich, im Stadtteil, Opladen 2002, S. 105–133
- EU-Bürgerschaft – (k)ein Thema für Migrantinnen? In: Allroggen, Ulrike / Berger, Tanja / Erbe, Birgit (Hrsg.): Was bringt Europa den Frauen? Feministische Beiträge zu Chancen und Defiziten der Europäischen Union, Hamburg 2002, S. 113–128

## Quelle
- boell.de: Muslime Kurzbiografien (pdf) (Memento vom 11. Dezember 2007 im Internet Archive)

| Personendaten    | Personendaten                                                                          |
| ---------------- | -------------------------------------------------------------------------------------- |
| NAME             | Aydın, Kadriye                                                                         |
| KURZBESCHREIBUNG | türkisch-deutsche Juristin, Vorstandsmitglied des Interkulturellen Rats in Deutschland |
| GEBURTSDATUM     | 26. November 1970                                                                      |
| GEBURTSORT       | Lich, Deutschland                                                                      |